# 白腹鹃鵙
白腹鹃鵙（学名：Coracina papuensis）是山椒鸟科鸦鹃鵙属的一种，分布于澳大利亚、印度尼西亚、巴布亚新几内亚和所罗门群岛。其自然栖息地为亚热带或热带的湿润低地森林、亚热带或热带的红树林以及亚热带或热带的湿润山地林。